# آکبردینو
آکبردینو (انگلیسی: Akberdino) یک شهرک در شهرستان ایگلینسکی استان باشقیرستان کشور روسیه است.